# Pilotage tout-terrain
 (avril 2021).
La mise en forme du texte ne suit pas les recommandations de Wikipédia : il faut le « wikifier ».
Les points d'amélioration suivants sont les cas les plus fréquents. Le détail des points à revoir est peut-être précisé sur la page de discussion.
- Les titres sont pré-formatés par le logiciel. Ils ne sont ni en capitales, ni en gras.
- Le texte ne doit pas être écrit en capitales (les noms de famille non plus), ni en gras, ni en italique, ni en « petit »…
- Le gras n'est utilisé que pour surligner le titre de l'article dans l'introduction, une seule fois.
- L'italique est rarement utilisé : mots en langue étrangère, titres d'œuvres, noms de bateaux, etc.
- Les citations ne sont pas en italique mais en corps de texte normal. Elles sont entourées par des guillemets français : « et ».
- Les listes à puces sont à éviter, des paragraphes rédigés étant largement préférés. Les tableaux sont à réserver à la présentation de données structurées (résultats, etc.).
- Les appels de note de bas de page (petits chiffres en exposant, introduits par l'outil «  Source ») sont à placer entre la fin de phrase et le point final[comme ça].
- Les liens internes (vers d'autres articles de Wikipédia) sont à choisir avec parcimonie. Créez des liens vers des articles approfondissant le sujet. Les termes génériques sans rapport avec le sujet sont à éviter, ainsi que les répétitions de liens vers un même terme.
- Les liens externes sont à placer uniquement dans une section « Liens externes », à la fin de l'article. Ces liens sont à choisir avec parcimonie suivant les règles définies. Si un lien sert de source à l'article, son insertion dans le texte est à faire par les notes de bas de page.
- La présentation des références doit suivre les conventions bibliographiques. Il est recommandé d'utiliser les modèles {{Ouvrage}}, {{Chapitre}}, {{Article}}, {{Lien web}} et/ou {{Bibliographie}}. Le mode d'édition visuel peut mettre en forme automatiquement les références.
- Insérer une infobox (cadre d'informations à droite) n'est pas obligatoire pour parachever la mise en page.

Pour une aide détaillée, merci de consulter Aide:Wikification.
Si vous pensez que ces points ont été résolus, vous pouvez retirer ce bandeau et améliorer la mise en forme d'un autre article.
 (avril 2021).
Si vous disposez d'ouvrages ou d'articles de référence ou si vous connaissez des sites web de qualité traitant du thème abordé ici, merci de compléter l'article en donnant les références utiles à sa vérifiabilité et en les liant à la section « Notes et références ».

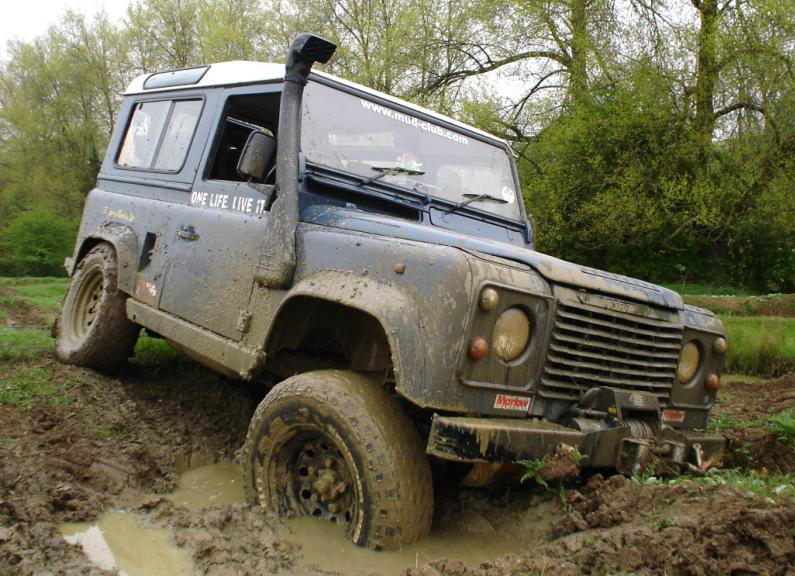
Un Land Rover Defender 90 tout-terrain

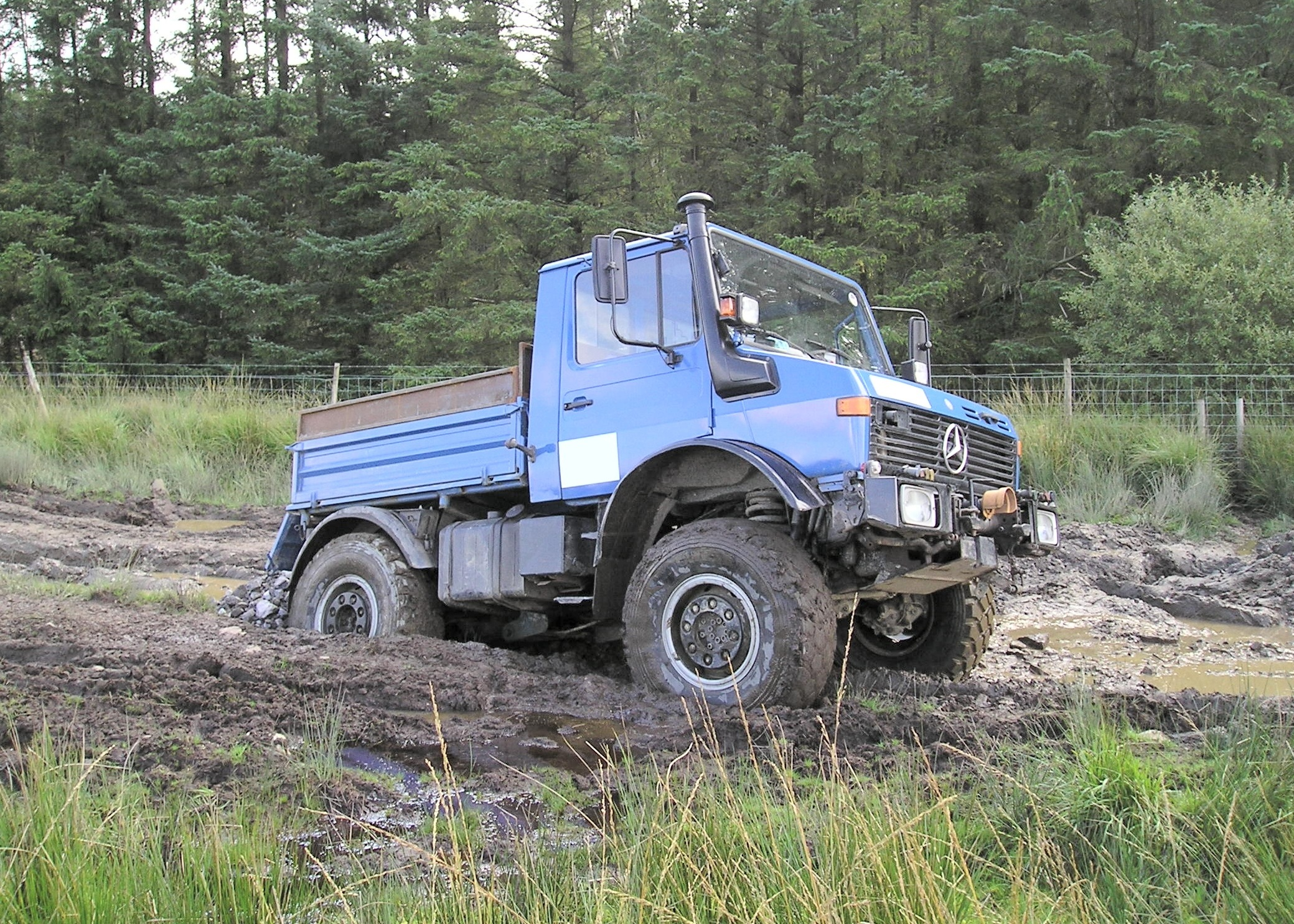
Un tout-terrain Unimog U1600

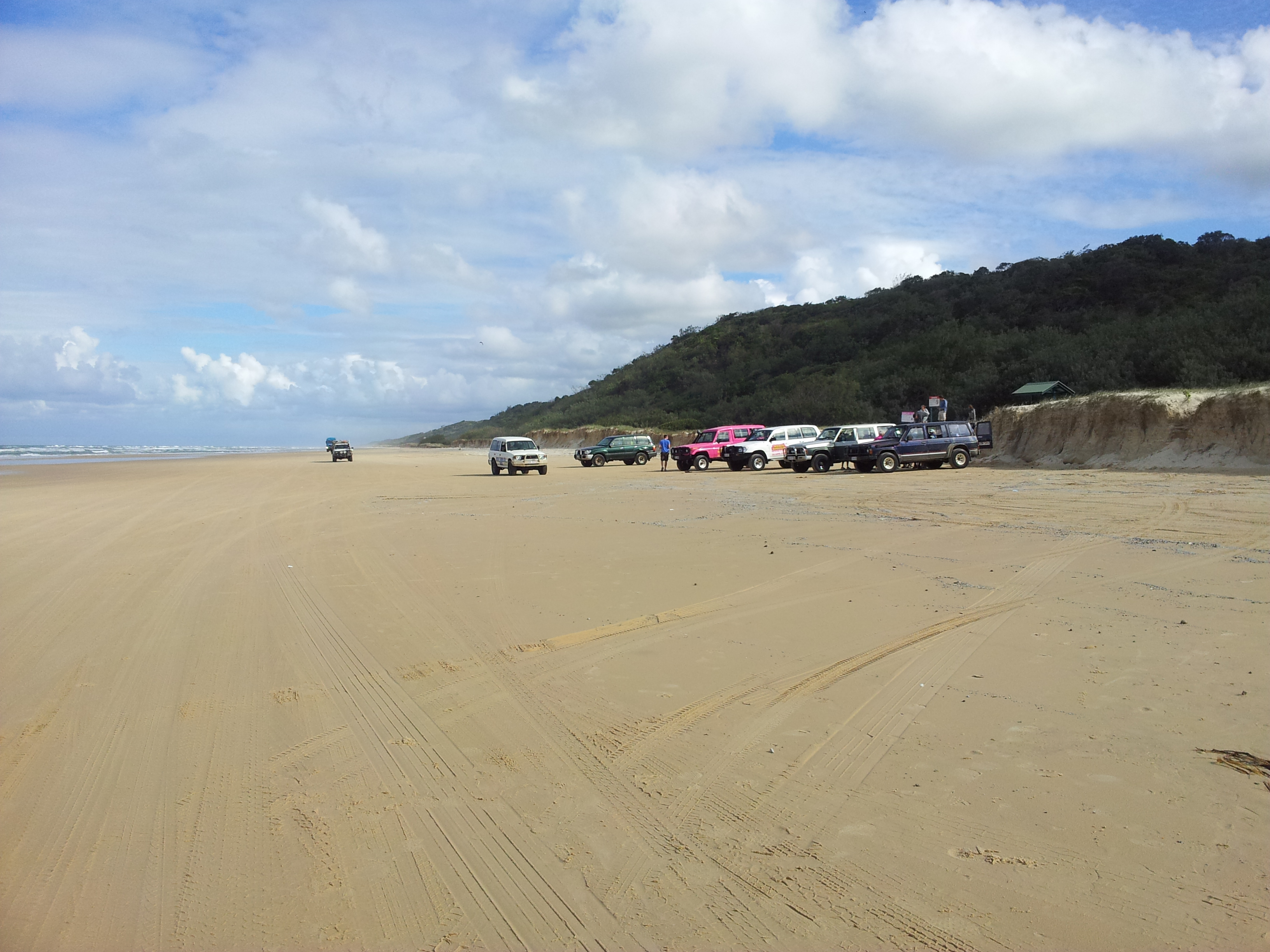
4 roues motrices à Fraser Island Beach, Australie

La conduite ou le pilotage tout-terrain (« off-roading » en anglais) consiste à conduire un véhicule sur des surfaces non bitumées comme du sable, du gravier, des lits de rivières, de la boue, de la neige, des rochers ou d'autres terrains naturels. Les types de pratique du tout-terrain varient en difficulté, des activités de loisirs avec des véhicules non modifiés aux compétitions avec des véhicules préparés et des pilotes professionnels. Des organisations écologistes ont reproché au tout-terrain des dommages environnementaux. De nombreux débats ont eu lieu sur le rôle du gouvernement dans la réglementation de ce sport, y compris aux États-Unis une affaire devant la Cour suprême intentée contre le Bureau of Land Management.

## Véhicule tout terrain

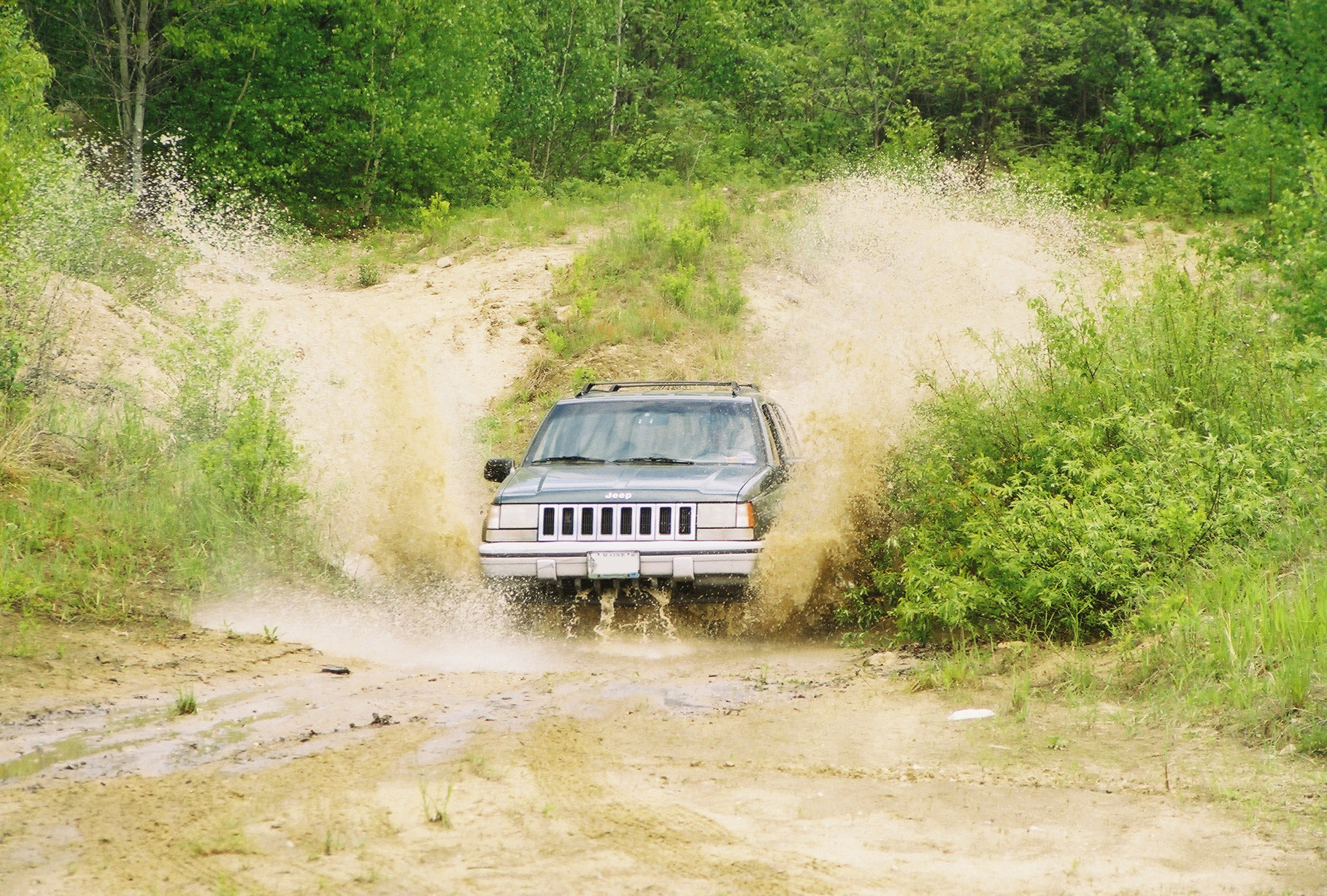
Un exemple de SUV tout-terrain, en l'occurrence un Jeep Grand Cherokee, en action

Les déplacements en tout-terrain nécessitent des véhicules spécifiques. Ces véhicules disposent d'une garde au sol augmentée, de pneus tout-terrain et d'une transmission adaptée, parfois quatre roues motrices. Certains fabricants proposent des véhicules spécifiquement destinés à cette utilisation comme les quads ou les SSV[réf. nécessaire].

## Tout-terrain récréatif
Voici quelques exemples de conduite tout-terrain récréative ou sportive :

### Dune bashing
Dune bashing est une forme de tout-terrain sur les dunes de sable.
Un gros véhicule tout-terrain tel que le Toyota Land Cruiser est utilisé (cependant, les véhicules légers s'en tirent souvent mieux dans le sable extrêmement mou des dunes de sable)[réf. nécessaire]. Les véhicules conduits sur les dunes peuvent être équipés d'un arceau de sécurité en cas de retournement. Semblable à la compétition automobile, l'expérience et les compétences sont nécessaires pour manœuvrer la voiture et éviter les accidents. Avant d'entrer dans le désert dans un SUV ou un pick-up à usage quotidien, il est essentiel de réduire la pression des pneus. Ceci permettra de gagner en adhérence en augmentant la surface du pneu au sol et, par conséquent, réduire la pression au sol du véhicule sur le sable (un peu comme une personne portant des raquettes peut marcher sur une surface molle sans s'enfoncer). Par exemple, des pneus avec une pression sur route recommandée de 35 psi seraient dégonflés à environ 12-14 psi.
Une modification courante consiste à installer des jantes Beadlock, qui permettent d'abaisser encore plus la pression des pneus, sans risquer de séparer les pneus et les jantes. En entrant dans le désert, il est courant de rencontrer un ensemble de véhicules regroupé derrière un chef de groupe. Le chef de groupe mène ensuite le peloton à travers les dunes en file indienne. La principale raison de cette technique est d'empêcher les véhicules de perdre la trace et de s'égarer.

### Courses tout-terrain

#### Courses dans le désert
Les courses à grande vitesse dans le désert consistent en des poursuites et des courses sur un terrain désertique accidenté avec de nombreux sauts et bosses abordés à la vitesse maximale. Les conducteurs utilisent principalement des pick-ups propulsion ou à transmission intégrale avec une suspension à grand débattement, des voies élargies et de gros pneus (généralement de 33 à 39 pouces) qui permettent de maintenir une stabilité optimale à haute vitesse. Ce type de pick-up est souvent appelé Prerunner.

#### Rock racing
Le rock racing est très similaire au rock crawling dans le fait que les véhicules sont conduits sur des rochers, la différence est qu'il n'y a pas de pénalités pour toucher des cônes, reculer ou treuiller comme cela se fait dans le rock crawling. Le rock racing impliquent également une notion de course à grande vitesse que l'on ne voit pas dans le crawl typique[réf. nécessaire].

### Cross-country
Contrairement au dénigrement stationnaire des dunes qui a tendance à tourner autour d'une seule étoile ou d'un obstacle, le cross-country hors route est une activité qui dure plusieurs jours sur des itinéraires désertiques ou autres. Les itinéraires en Afrique ont généralement des obstacles sur des terrains largement inhabités et inexplorés[réf. nécessaire]. Ces itinéraires de circuit sont de plus de 50 km et généralement autour de 300 km de long[réf. nécessaire].

### Raid
C'est un type de voyage entrepris avec un 4x4 qui passe principalement sur des pistes et contient quelques fois du tout-terrain. Traditionnellement, ces voyages se font dans des zones relativement inhabitées. Les déserts en Tunisie, au Maroc et dans d'autres pays d'Afrique du Nord, les voyages à travers l'Afrique, les voyages à travers la Mongolie ou le nord de la Scandinavie sont populaires. Les modifications typiques apportées aux véhicules pour ce type de voyage sont l'ajout de réservoirs de carburant supplémentaires, de tentes sur le toit et de systèmes de stockage élaborés à l'arrière pour la nourriture, l'eau / boisson, les pièces de rechange, les outils et autres marchandises. En raison du poids supplémentaire, la suspension est souvent renforcée par des ressorts plus solides, des amortisseurs, etc[réf. nécessaire].

### Green laning

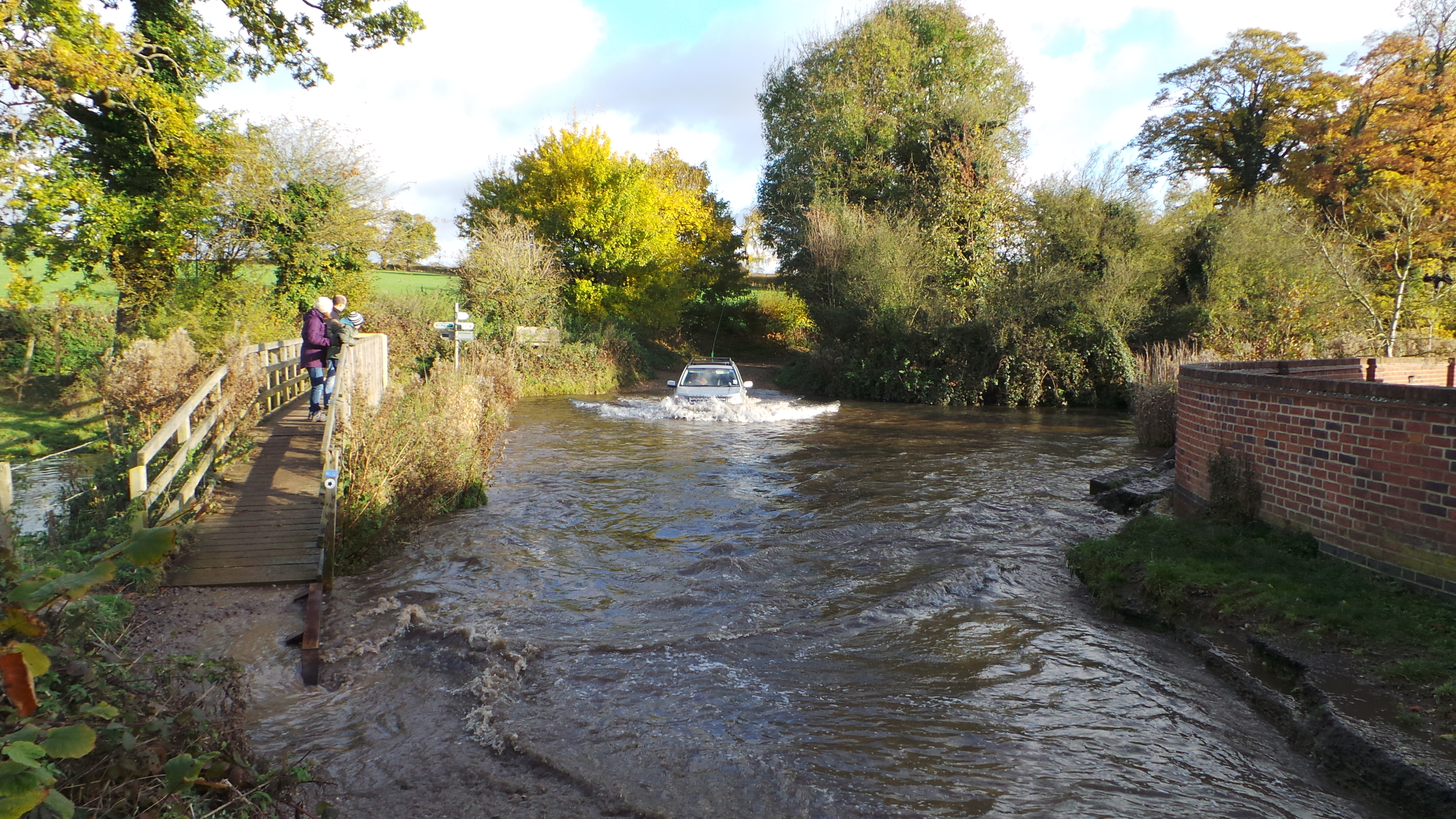
Land Rover Freelander II guéant

Le green laning (ou two-tracking) est une activité de loisir, généralement adaptée à tout véhicule à quatre roues motrices, même ceux sans modifications ni équipement supplémentaire. Le terme voie verte fait référence au fait que les itinéraires sont principalement le long de pistes non revêtues, de pistes forestières ou de routes plus anciennes qui peuvent être tombées en désuétude. Au Royaume-Uni, ce sont généralement des routes non classées ou des routes ouvertes à tout trafic (BOATs), toutes deux légales pour les véhicules motorisés, qui ne sont souvent pas entretenues de quelque manière que ce soit, et comprennent souvent des gués.

### Boue et bouchage de la boue

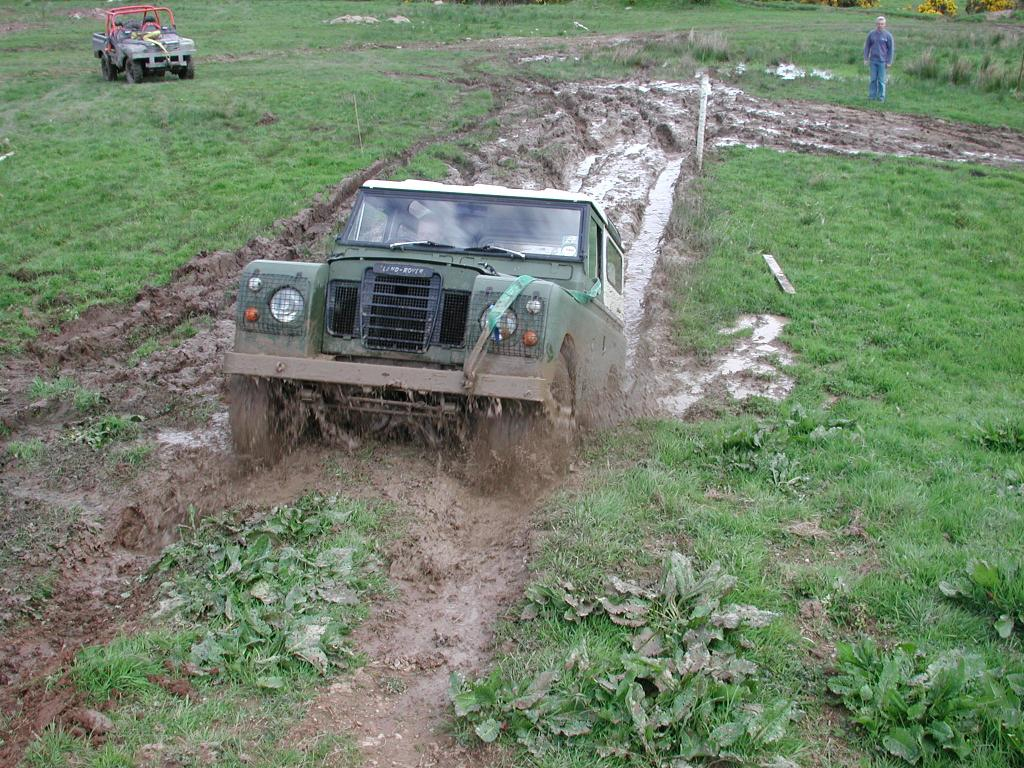
Boue et Land Rover Series III

La boue est une pratique tout-terrain à travers une zone de boue humide ou d'argile. Le but est de conduire le plus loin possible sans rester coincé. Il existe de nombreux types de pneus recommandés pour cette activité. On trouve notamment les pneus ballon, les pneus pour terrain boueux et les pneus à aubes.
Cette activité est très populaire aux États-Unis, bien qu'elle soit illégale sur les terres publiques en raison de son impact environnemental.
Le bouchage, tel que pratiqué par exemple au Royaume-Uni, fait référence à l'ancien sport automobile des épreuves classiques, où encore une fois, l'objectif principal est de terminer un parcours de routes difficiles (pour la plupart non goudronnées) et (souvent boueuses et souvent en montée) hors-piste.
Cette forme de sport automobile est l'une des premières à survivre à ce jour, remontant au moins aux années 1920.

### Rock crawling

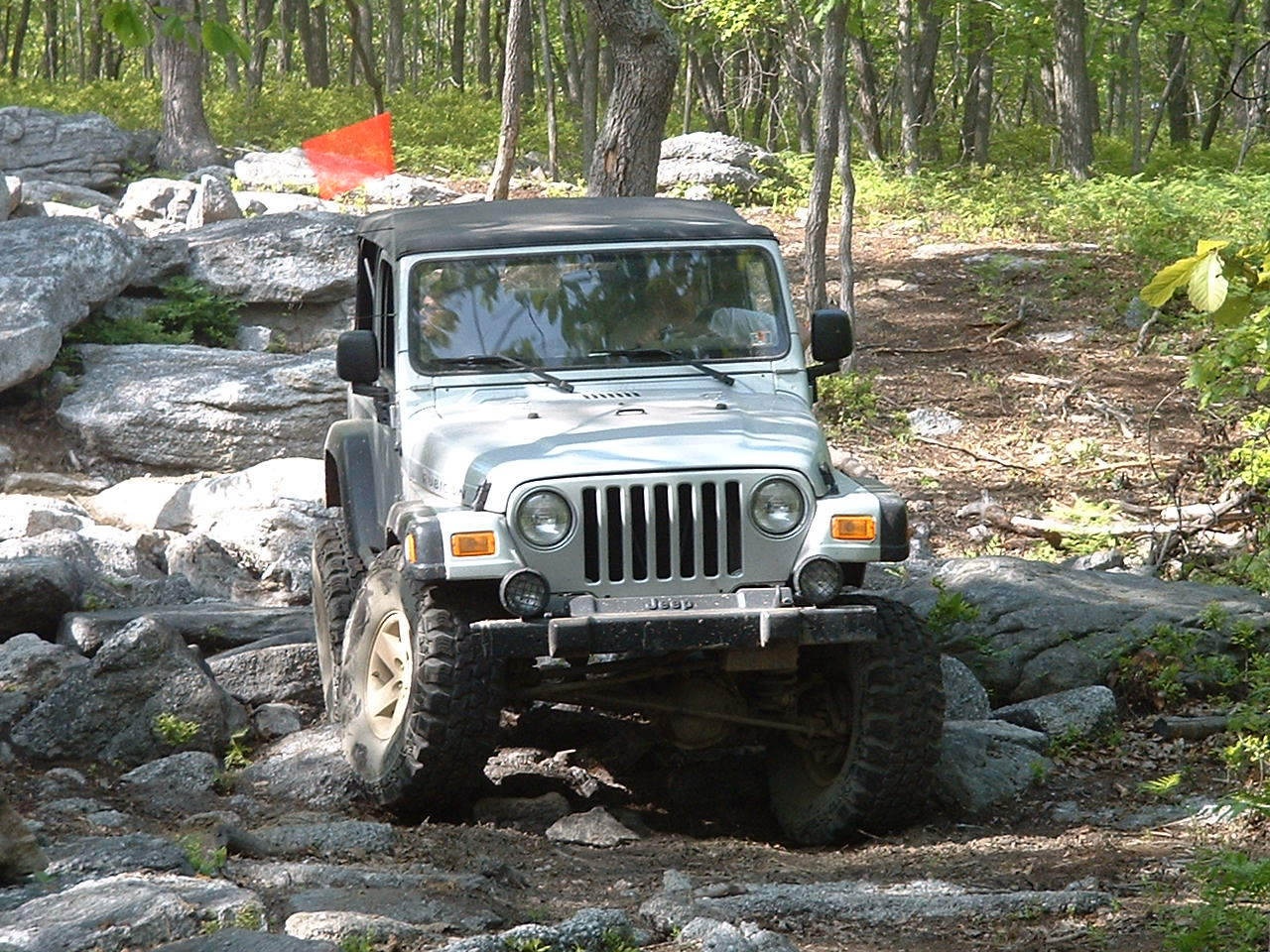
Rock crawling en Jeep Rubicon

Le crawling est un genre de conduite de tout-terrain. Les véhicules utilisés pour le rock crawling sont généralement modifiés avec des pneus différents, des composants de suspension qui permettent une plus grande articulation de l'essieu et des changements dans le rapport de démultiplication du différentiel afin d'obtenir des caractéristiques adaptées au fonctionnement à basse vitesse pour franchir des obstacles. Il est courant pour un véhicule d'exploration en terrain rocheux d'avoir un «observateur», qui est un assistant à pied près du véhicule dont le but est de fournir des informations au conducteur sur les zones hors de sa vue.

### Essais compétitifs
Tous les progrès se font à basse vitesse et l'accent est mis sur l'habileté, plutôt que de terminer en premier, bien que les essais puissent être très compétitifs. Il existe trois formes traditionnelles d'essai hors route.

#### Essai RTV
L'essai RTV (Road Taxed Vehicle) est la forme d'essai la plus courante. Comme son nom l'indique, il est destiné aux véhicules homologués pour la route (et donc tenus de payer la taxe routière). Cela exclut les véhicules hautement modifiés ou spécialement construits. Les véhicules de classe RTV peuvent transporter une large gamme de modifications de suspension, ainsi que des pneus tout-terrain (à condition qu'ils soient homologués pour la route), des treuils de récupération, des prises d'air surélevées, etc. Les véhicules pour les essais RTV sont généralement décrits comme «modifiés par rapport à la norme» - ils utilisent le châssis, la transmission et la carrosserie de série. Bien qu'une modification ne soit pas nécessaire pour un essai RTV, on s'attend à ce que le véhicule ait une protection sous la carrosserie telle qu'un carter de protection, une protection de différentiel et des seuils solides. Les parcours RTV sont destinés à être ne pas endommager les véhicules et parcouruss à un rythme à peine supérieur à celui de la marche, un parcours correctement aménagé peut être conduit sans dommage. Cependant, le terrain comprend généralement des pentes raides, de l'eau, des pentes latérales, des ornières profondes et d'autres obstacles qui pourraient endommager un véhicule si des erreurs sont commises ou si une mauvaise  conduite est pratiquée. Les modifications du véhicule apportent souvent de meilleures chances de succès.
Le parcours entre les portes est une "section": Entre la ligne de départ et la première porte se trouve la "Section 1", la partie entre la première et la deuxième porte est la "Section 2" et ainsi de suite. Un cours RTV est souvent aménagé de manière que chaque section soit progressivement plus difficile. Si un conducteur ne parvient pas à remplir la section 1, il reçoit 10 points. Si la tentative se termine dans la section 2, 9 points sont attribués, etc. Un tour sans faute ne gagne que 1 point. L'événement d'une journée comprendra de nombreux parcours différents et le pilote avec le score le plus bas gagne.
Étant donné que le terrain couvert dans les essais RTV devrait être adapté aux capacités des véhicules standards, ces essais mettent l'accent sur les compétences du conducteur et les capacités de lecture du terrain. Un bon conducteur dans un véhicule de série peut facilement gagner face à un véhicule modifié et hautement équipé conduit par un conducteur moins performant[réf. nécessaire].

#### Essai CCV

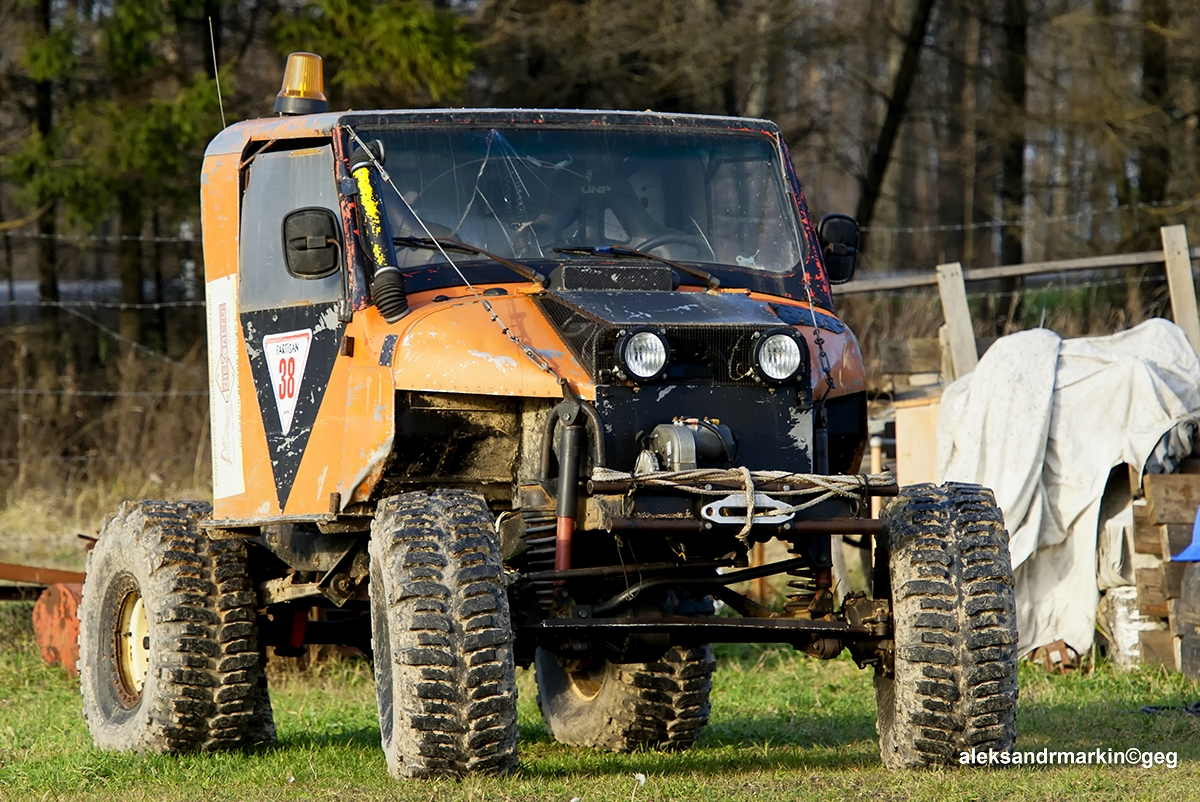
Véhicule tout-terrain non homologué route

L'essai des véhicules tout-terrain (CCV) est le niveau supérieur par rapport aux essais RTV et est ouvert aux véhicules non homologués pour la route, ce qui augmente considérablement les possibilités de modification. Le terrain couvert sera plus difficile que celui trouvé sur un essai RTV, et nécessitera généralement une utilisation plus judicieuse de la vitesse pour faire franchir certains obstacles au véhicule, augmentant ainsi le risque de dommages. Bien qu'aucun essai ne soit censé entraîner des dommages au véhicule, les accidents sont fréquents. On ne s'attend pas à ce qu'un véhicule de route soit capable de suivre une course CCV.
L'événement se déroule dans le même esprit que RTV, avec un parcours composé de portes marquées par une canne. Les règles sont également les mêmes que pour un essai RTV[réf. nécessaire].

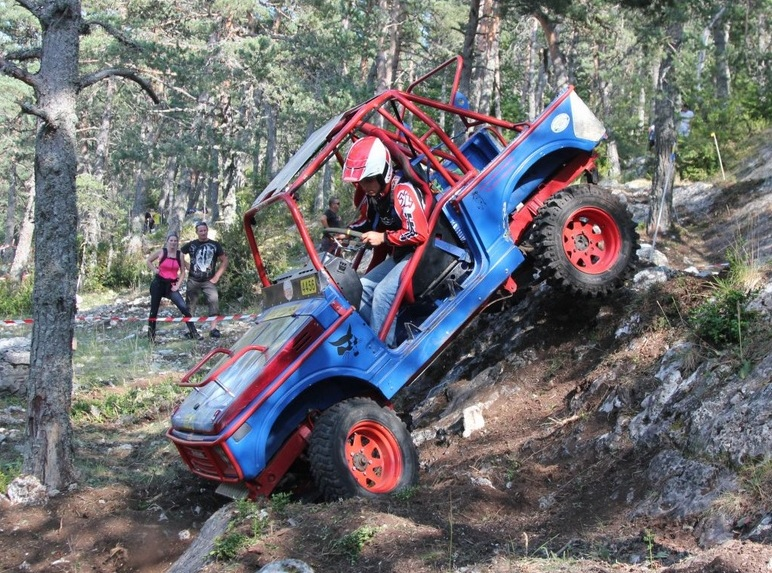
Voiture d'essai basée sur Suzuki SJ, montrant la cage de protection externe

Les essais CCV diffèrent grandement des essais RTV dans les véhicules utilisés[réf. nécessaire]. Puisque "tout est permis", les essais CCV reposent sur le fait d'avoir le bon véhicule dans une bien plus grande mesure que dans un essai RTV. Les concurrents sont capables de concevoir et de construire des véhicules beaucoup plus optimisés que dans les échelons inférieurs des essais. Les véhicules CCV ont des moteurs puissants, une garde au sol élevée, une carrosserie légère et minimaliste et de bons angles d'approche et de départ. Pendant de nombreuses années, au Royaume-Uni, le véhicule CCV ultime pouvait être construit en prenant le châssis d'un Range Rover, en retirant la carrosserie, en réduisant le châssis à un empattement.
V basent désormais généralement leurs véhicules autour de Land Rover 90 ou d'un châssis standard de 100 pouces d'un Range Rover ou d'un Discovery de la série I. La série de véhicules Suzuki SJ constitue également de bonnes bases pour les véhicules CCV. Certains véhicules sont spécialement construits, prenant la forme de «buggies» légers avec des pneus de tracteur et des freins «violon» pour de meilleures performances[réf. nécessaire].
Les véhicules doivent respecter certaines règles de sécurité. Les arceaux doivent être installés et construits selon des normes appropriées, des points de récupération doivent être installés à l'avant et à l'arrière et les réservoirs de carburant doivent répondre à certaines normes[réf. nécessaire]. Un harnais à 4 points pour tous les occupants est requis et un extincteur est recommandé.

#### Défi Punch & Winch
Une forme de compétition avec un parcours aménagé avec des points de contrôle ou des portes et les véhicules doivent collecter des poinçons (trous sur une carte perforée) ou franchir autant de portes que possible. Ces défis comprennent souvent un petit nombre d'épreuves spéciales[réf. nécessaire].
À la base, un véhicule de défi sera une machine CCV avec un treuil de récupération monté à l'avant. Cependant, une classe distincte de véhicules adaptés aux défis a évolué. Les petits véhicules CCV à toit ouverts ne sont pas bien adaptés au transport de la gamme souvent large d'équipements nécessaires à la récupération du treuil en terrain difficile. Un véhicule plus grand avec une certaine forme de protection contre l'extérieur est souhaité (le Land Rover Defender à empattement court, en particulier dans la forme "Hard Top", est une base typique et commune pour un véhicule Winch Challenge).

## Critique de l'utilisation des véhicules tout-terrain

### Impact environnemental

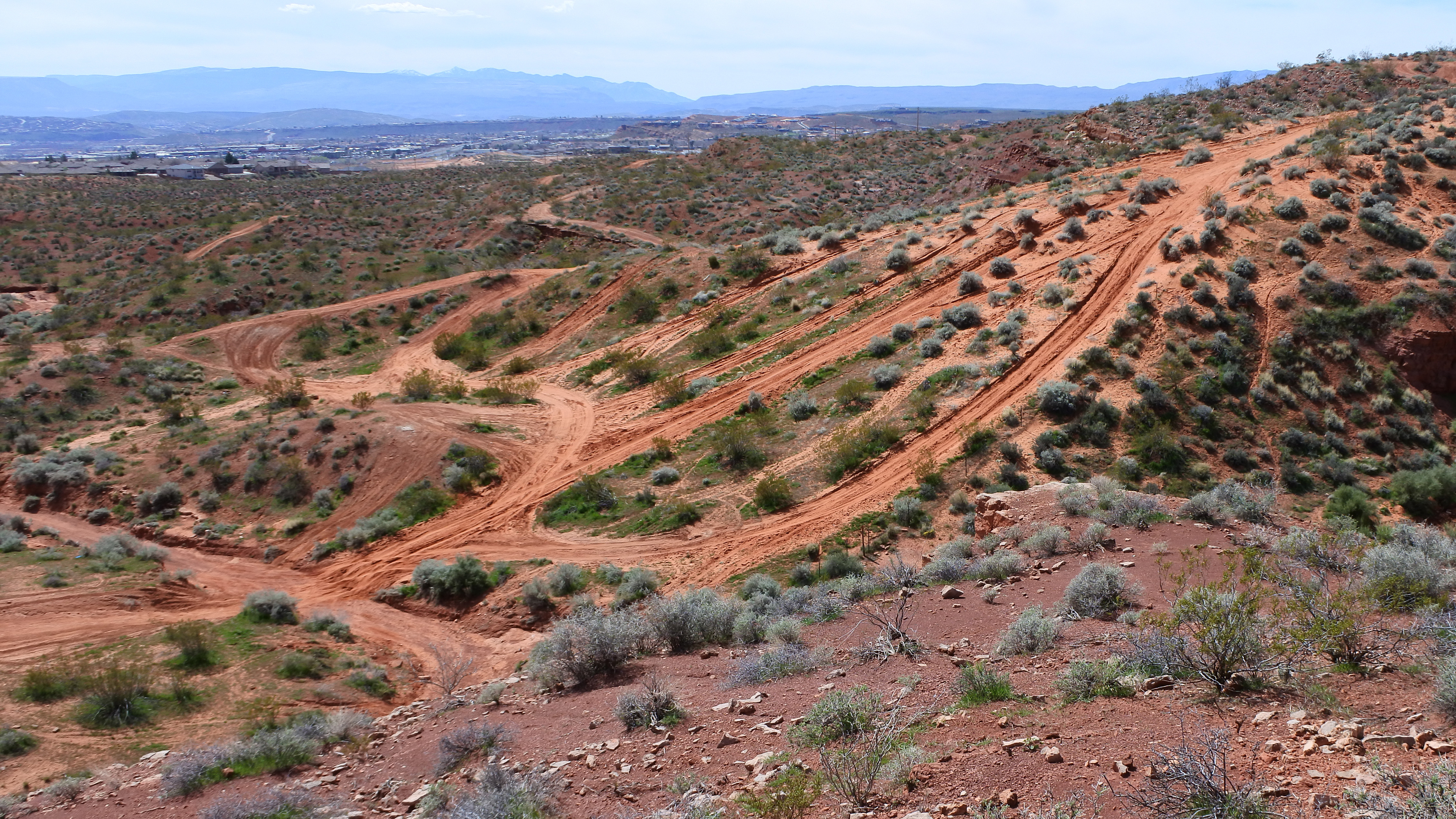
Impact d'un véhicule hors route dans le sud-ouest de l'Utah.

L'utilisation de véhicules hors route sur les terres publiques a été critiquée par certains membres du gouvernement américain et des organisations environnementales, notamment le Sierra Club et la Wilderness Society . Ils ont noté plusieurs conséquences de l'utilisation illégale d'ORV telles que la pollution, les dommages aux sentiers, l'érosion, la dégradation des terres, l'extinction possible des espèces, et la destruction de l'habitat, qui peuvent rendre les sentiers de randonnée impraticables. Les promoteurs de l'ORV soutiennent que l'utilisation légale ayant lieu dans le cadre d'un accès planifié ainsi que les multiples efforts de conservation de l'environnement et des sentiers par les groupes d'ORV atténueront ces problèmes. Des groupes tels que la Blueribbon Coalition préconisent Treadlightly, qui est l'utilisation responsable des terres publiques utilisées pour des activités hors route.
Selon le US Forest Service, l'utilisation de moteurs à deux temps anciens, auparavant courants dans les véhicules conçus pour une utilisation hors route, suscite également des inquiétudes quant à la pollution. Cela est dû au fait que « les moteurs à deux temps émettent environ 20 à 33 % du carburant consommé par l’échappement » (le lubrifiant du moteur étant un «système de perte totale» et est émis par conception) et que « les rejets des moteurs de motoneige à deux temps peuvent conduire à un dépôt indirect de polluants dans la couche supérieure de la neige et ensuite dans les eaux de surface et souterraines associées ».
La pollution sonore est également un problème et plusieurs études menées par l'Université d'État du Montana, l'Université d'État de Californie, l'Université de Floride et autres ont cité des changements comportementaux négatifs possibles chez la faune à la suite de l'utilisation de certains ORV.
Certains États américains ont des lois pour réduire le bruit généré par les véhicules hors route et non routiers. Washington en est un exemple : « La législation des États exige que les véhicules hors route et autres véhicules non routiers utilisent des dispositifs d'atténuation du bruit spécifiés (RCW 46.09.120 (1) (e) limites maximales et procédures d'essai). Les organismes d'État et les collectivités locales peuvent adopter des règlements régissant le fonctionnement des véhicules non routiers sur la propriété, des rues ou des routes relevant de leur juridiction, à condition qu'ils ne soient pas moins strictes que la loi de l'État (règlement RCW 46.09.180 par subdivisions politiques locales)  ».

### Polémique du désert de Mojave
Le Bureau américain de la gestion des terres (BLM) supervise plusieurs grandes zones de véhicules tout-terrain dans le désert des Mojaves en Californie.
En 2009, la juge de district américaine Susan Illston s'est prononcée contre la désignation proposée par le BLM d'une utilisation hors route supplémentaire sur des routes ouvertes désignées sur des terres publiques. Selon la décision, le BLM a violé ses propres réglementations en désignant environ 5 000 miles de routes pour véhicules hors route en 2006. Selon le juge Ilston, la désignation du BLM était « imparfaite parce qu'elle ne contient pas une gamme raisonnable d'alternatives » pour limiter les dommages à l'habitat sensible, comme l'exige la National Environmental Policy Act. Illston a constaté que le bureau n'avait pas correctement analysé l'impact de la route sur la qualité de l'air, les sols, la flore et les espèces sensibles telles que le lézard frangé de Mojave, en voie de disparition, soulignant que le Congrès des États-Unis avait déclaré que le désert californien et ses ressources étaient « extrêmement fragiles, facilement cicatricielles et guérissent lentement ».
Le tribunal a également conclu que le BLM n'avait pas respecté les restrictions d'itinéraire établies dans le plan de conservation de l'agence, ce qui a entraîné la création de centaines de routes illégales pour les OHV au cours des trois décennies précédentes. Le plan violait les règlements du BLM, en particulier la Federal Land Policy and Management Act de 1976 (FLPMA) et la National Environmental Policy Act de 1969 (NEPA). La décision a été considérée comme un succès pour une coalition de groupes de conservation, notamment les Friends of Juniper Flats, Community Off-road Vehicle Watch, la California Native Plant Society, le Center for Biological Diversity, le Sierra Club et la Wilderness Society, qui ont lancé la contestation judiciaire fin 2006.